# 紡織娘
纺织娘（學名：Mecopoda elongata），又稱騷斯（騷蟴）、臺灣騷斯、窄翅紡織娘或中華紡織娘，屬於螽斯科紡織娘屬，主要分布於日本（伊豆半島以南大部分地區）、東洋界地區與澳新界北部島嶼。古名螒、莎雞、樗雞。其鳴聲類似紡織聲，故稱紡織娘。
紡織娘在螽斯科中的体形偏大, 有草綠色和褐色兩種。中國很早就有記載，《詩經》提到：“五月斯螽動股，六月莎雞振羽”。這裡莎雞又名絡緯，就是指紡織娘。螽斯發聲是為了標示領域或求偶，其實是利用上翅左右磨擦來發出聲音，只有雄蟲才會鳴叫。臺北國立故宮博物院珍藏〈翠玉白菜〉，菜葉上的綠色小蟲子，是紡織娘。